# 더 데일리 닷

로고

더 데일리 닷(The Daily Dot)은 인터넷과 월드 와이드 웹의 문화를 다루는 디지털 미디어 기업이다. 2011년 니콜라스 화이트(Nicholas White)가 설립한 더 데일리 닷은 텍사스주 오스틴에 본사를 두고 있다.
인터넷의 "고향 신문"(hometown newspaper)으로 생각되는 이 사이트는 스트리밍 엔터테인먼트, 괴짜 문화, 밈, 장치 및 LGBT, 젠더 및 인종과 같은 사회적 문제와 같은 주제에 중점을 둔다. 또한 전자상거래 부문에서는 광고주를 위한 브랜드 비디오를 제작하고 온라인 마켓플레이스에서 품목을 판매한다.